# 50 Let Pobedî
50 Let Pobedy (în rusă 50 лет Победы), în traducere 50 Ani de [la] Victorie, este un spărgător de gheață cu propulsie nucleară rusesc din clasa Arktika⁠(en)[traduceți], cel mai mare spărgător de gheață nuclear din lume.

## Istoric
Construcția navei a demarat în cadrul proiectului nr. 10521 la 4 octombrie 1989 la Șantierul Naval Baltic⁠(en)[traduceți] în orașul Leningrad (azi Sankt Petersburg), URSS. Denumirea inițială a navei era Ural. La 29 decembrie 1993, nava a fost lansată prima dată pe apă, dar lucrările de construcție au fost sistate în 1994 din lipsă de fonduri, astfel încât la aniversarea a 50 de ani a Zilei Victoriei⁠(en)[traduceți] (1995), nava era abandonată. Lucrările au fost reluate abia în 2003.
Construcția navei s-a sfârșit la începutul anului 2007, iar la 1 februarie în același an spărgătorul de gheață a ieșit în larg, în golful Finlandei, pentru două săptămâni de testare. După care s-a întors la Sankt Petersburg și a fost pregătită pentru prima misiune spre Murmansk. Nava a obținut o manevrabilitate mai bună și o viteză maximă de 39,6 km/h. Prima călătorie spre Murmansk a început la 23 martie 2007 și a durat 19 zile.

## Descriere
Nava reprezintă o versiune îmbunătățită a spărgătoarelor de clasa Arktika. Are lungimea de 159,6 m, lățimea de 30 m și deplasamentul de 25.840 tone metrice. Este proiectată pentru spargerea gheții de maxim 5 m grosime. Echipajul este format din 138 de oameni.
Unele aspecte ale design-ului 50 Let Pobedî sunt experimentale: de exemplu, este primul spărgător de gheață rusesc cu prova rotundă. Așteptările proiectanților că forma rotundă a provei va crește eficiența de spargere a gheții au fost confirmate. Vasul este echipat cu un sistem de control digital automat. Structura de protecție radioactivă, preluată de la spărgătoarele Arktika, a fost supusă unor modernizări considerabile și a fost re-certificată de către autoritatea rusească de profil. Nava mai are și un compartiment ecologic, destinat păstrării produselor de menținere a vieții.
Echipajul navei și călătorii au la dispoziție o sală de fitness, o piscină, o librărie, un restaurant, o sală de masaj și un salon de muzică.
Un grup de „vânători de eclipse” au navigat cu spărgătorul de gheață până la Polul Nord pentru a urmări eclipsa de soare de la 1 august 2008⁠(en)[traduceți]. Aceștia au părăsit Murmansk la 21 iulie 2008 și au ajuns la pol la 25 iulie 2008, stabilind un record de viteză al vasului, care în mod normal are nevoie de 7 zile pentru a parcurge acest traseu.

## Turism arctic

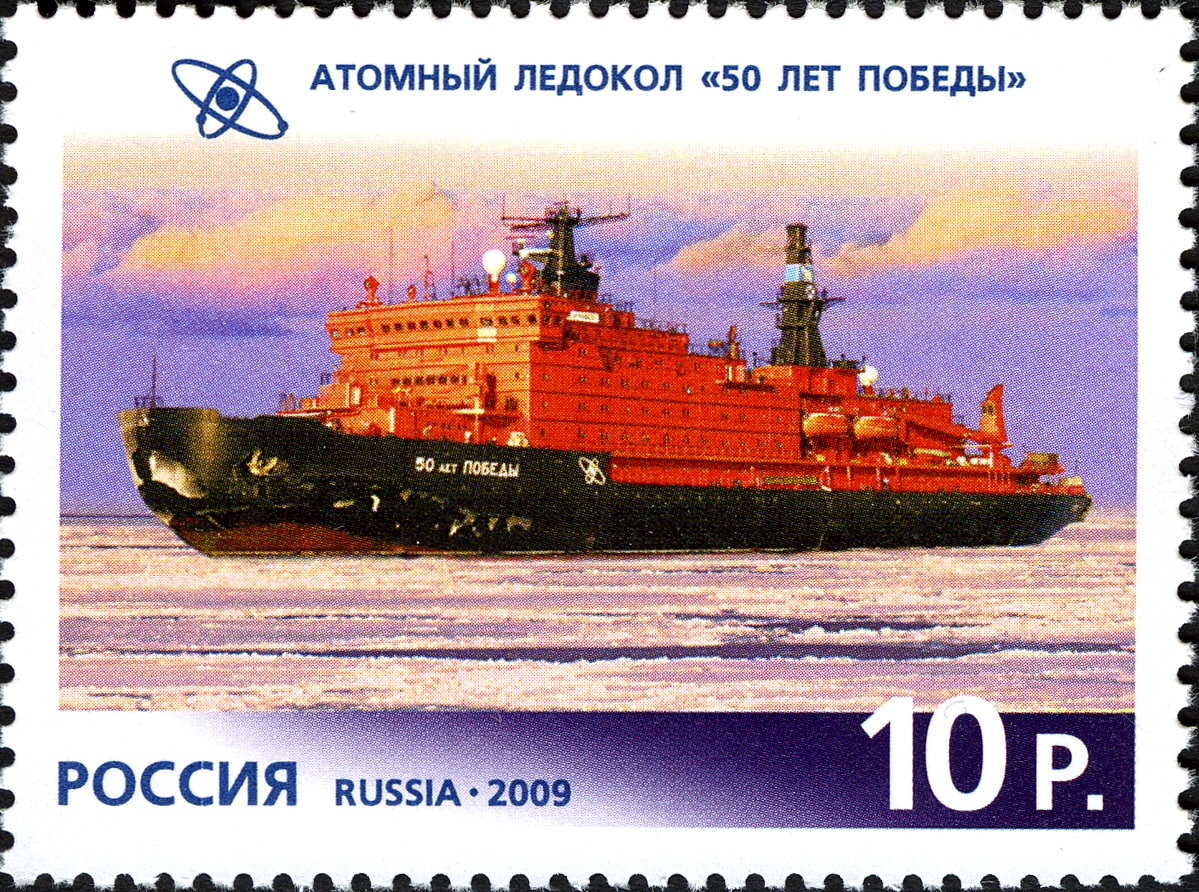
50 Let Pobedî pe un timbru din Rusia

Spărgătoarele de gheață au început să fie folosite în scopuri turistice în anul 1989.
50 Let Pobedî este echipată cu cabine amenajate pentru turiști. Prețul unei călătorii la Polul Nord la bordul navei este de 25.000 dolari americani. Două companii arendează nava pentru servicii turistice: Quark Expeditions și Poseidon Expeditions. Quark a organizat primul tur în iunie 2008.